# Prototype 2
Pour les articles homonymes, voir Prototype (homonymie).
Prototype 2 (stylisé [PROTOTYPE 2]) est un jeu vidéo d'action développé par Radical Entertainment et édité par Activision. Il sort en avril 2012 sur Playstation 3, Xbox 360 et Windows.
Il fait suite à Prototype, sorti en 2009.

## Résumé

### Dans les années 2010
Trois ans après les événements du premier jeu, le sergent américain James Heller, après être revenu de sa tournée en Irak, découvre que sa femme et sa fille ont été déclarées mortes, ce qui l'a amené à rejoindre l'armée pour combattre le virus Blacklight. Heller est informé sur les épidémies précédentes dans l'Idaho dans les années 60 et à New York dans les événements du premier jeu. Il découvre plus tard qu'Alex Mercer (le principal protagoniste du premier jeu) a maintenant perdu la foi en l'humanité et commence à le poursuivre.
Poursuivant Mercer pour la vengeance, Heller est infecté par Mercer avec une souche qui lui confère des capacités surhumaines similaires. Après s'être éteint, Heller se réveille dans un laboratoire de la Zone Jaune où le Dr Anton Koenig, scientifique de Gentek, et le Colonel Douglas Rooks de Blackwatch l'expérimentent. Heller s'échappe de la base de Gentek, quand Mercer le confronte et affirme que Gentek et Blackwatch sont responsables de recréer et de cultiver le virus Blacklight, les rendant responsables de la deuxième infection et de la mort de la famille de Heller. Révélant ses plans pour abattre Gentek et Blackwatch, Mercer offre une trêve à Heller. Incertain des intentions de Mercer Heller va à son pasteur local, le père Luis Guerra, pour des conseils et de l'aide.
Utilisant les informations fournies par Guerra, Heller pénètre dans Terminaux Blacknet pour découvrir et saboter un certain nombre de leurs opérations. Heller finit par se frayer un chemin à travers Blackwatch et finit par trouver et affronter Koenig, qui prétend être de son côté et révèle le programme de super-soldat de Blackwatch, nom de code "Orion". Heller empêche Project: Orion de progresser en tuant un super-soldat à qui on a injecté son ADN. Après avoir consommé l'un des scientifiques en chef, Heller découvre que Koenig l'observait afin de trouver ses faiblesses. Enragé par la trahison de Koenig, Heller le traque seulement pour découvrir qu'il a des pouvoirs similaires à lui et Mercer, et est l'un des nombreux agents "Évolués" plantés dans Gentek et Blackwatch par Mercer. Après avoir vaincu et consommé le médecin, Mercer révèle à Heller qu'il a l'intention de le recruter pour tenter de contrôler NYZ. Ses doutes grandissant, Guerra montre ensuite à Heller une bande vidéo de Mercer libérant le virus pour la deuxième fois à Penn Station, le même endroit où Mercer a initialement publié et contracté le virus.
Enragé à la tromperie de Mercer, Heller part dans la zone verte pour traquer les hommes de main de Mercer, y compris un agent Évolués dans Gentek nommé Sabrina Galloway; Cependant, confronté à Galloway, Heller fait équipe avec elle à contrecœur quand elle révèle qu'elle peut l'aider à éliminer Mercer. Avec l'aide de Galloway, Heller découvre bientôt que Mercer prévoit d'infecter le monde entier à travers "Whitelight", un vaccin contaminé publié par Gentek qui sert réellement à accélérer l'infection et l'évolution plutôt que de l'empêcher.
Frustré par Heller sabotant ses plans, Mercer le confronte et les deux s'engagent dans un combat. Cependant, la force de Mercer s'avère supérieure et il surpasse facilement Heller. Alors que Mercer tente de consommer Heller, une étrange réaction chimique se produit, ce qui fait que Mercer découvre qu'il est incapable de le tuer en raison de son "ADN agaçeusement résistant", consolidant le statut de Heller en tant qu'hybride virus-humain. Mercer s'enfuit promptement, et Heller reçoit un appel du père Guerra. Guerra l'informe qu'une grande horde d'infectés a amassé devant son appartement.
Heller arrive à l'appartement de Guerra, trouvant seulement son cadavre. Cependant, un Heller affligé utilise le téléphone de Guerra pour atteindre Athena, le contact de Guerra qui se révèle être Dana Mercer. Dana explique que la fille de Heller, Maya, est toujours en vie, incitant Heller à se diriger vers la zone rouge pour éliminer Mercer et sauver Maya. Après avoir empêché la deuxième tentative de Blackwatch de niveler l'île de Manhattan, Rooks prend en otage la fille de Heller au quartier général de Gentek et la verrouille avec une porte incassable, mais Heller consomme un Mastodonte Alpha et obtient temporairement la capacité de contrôler d'autres Mastodontes. En utilisant cette nouvelle capacité, il casse la porte.
Heller affronte Rooks, qui révèle qu'il a sa propre fille, et accorde à Heller le libre passage pour quitter NYZ. Avant que Heller puisse prendre Maya, Galloway arrive et la kidnappe, après avoir une fois de plus rejoint Mercer. En affrontant Mercer, il révèle qu'il envisage de résoudre les conflits internationaux et les problèmes mondiaux en infectant toute la race humaine, en créant effectivement un superorganisme, avec l'ADN unique de Maya hérité de son père agissant comme catalyseur. Après que Mercer ait absorbé Galloway et que le restant ait évolué, les deux se lancent dans un duel sanglant, seulement pour que James émerge victorieux et tue et consume Mercer, qui dit: "Bienvenue au sommet de la chaîne alimentaire", avant de mourir.
Par la suite, Heller efface les infectés dans NYZ avec la plupart du virus Blacklight; puis, en utilisant les souvenirs absorbés de Mercer, Heller localise et libère Maya et Dana d'un coffre-fort. L'histoire se termine alors avec les trois surplombant New York avant que Dana se demande quoi faire ensuite.

## Personnages
- James Heller est le héros principal. Il était un marine américain, stationné à l'extérieur des États-Unis. Pendant son temps de service, loin de son foyer, une épidémie virale mortelle cause des milliers de victimes. Heller, rentré chez lui, voit sa famille tuée lors de l'épidémie. Déchiré par la douleur et en rage face à cette perte, Heller signe pour de multiples missions suicide dans la « zone rouge ». Dans une de ces missions, Heller et son équipe sont pris en embuscade par Mercer. Heller poursuit Mercer dans les rues, le poignarde à plusieurs reprises, jusqu'à ce que Alex le saisisse et le transforme en un des « évolués » en l'infectant avec le virus Blacklight.
- Alex Mercer est l'antagoniste principal. Il a été le principal protagoniste du premier jeu, mais après avoir perdu la foi en l'humanité. Un peu plus d'un an après la première épidémie, Alex rentre à New York, maintenant surnommé New York Zero, et base de la deuxième épidémie, commencée par lui, à Penn Station. Revendiquant l’ensemble de la « zone rouge », Alex a créé l’infection évoluée qui a ensuite gagné Gentek et Blackwatch.
- Père Guerra est un prêtre de l'église, il lutter contre le mal et motivés principalement par la charité et la foi. Il a toujours montré préoccupé pour la sécurité de Heller, peu importe le risque à son propre bien-être. Au cours de cette résistance, les gens avaient réussi à sauver les citoyens des essais Gentek. Ils ont aussi volé des informations des réseaux informatiques de Blackwatch et diffuser de l'information anti-Blackwatch.
- Dana Mercer est la sœur cadette d'Alex, elle état catatonique. Au cours de la deuxième épidémie à New York, Dana avait déménagé à la zone jaune et a été de travailler avec la résistance sous le nom de code: "Athena". Pendant son temps comme le leader de la résistance, Dana aidé Conrad Stevens et son groupe à la sécurité alors qu'ils se sont réfugiés dans la zone jaune. Quand le Père Luis Guerra a commencé à aider James Heller, Dana les passa intel vital qui a contribué à détruire Heller opérations Gentek et Blackwatch est dans le jaune et zones vertes, mais elle a été trouvée par Heller. Depuis Heller n'a pas eu quelqu'un d'autre pour l'aider, il confiance Dana avec sa fille après qu'elle a été sauvée.
- Col. Rooks est un officier Blackwatch élite responsable des opérations de Blackwatch en NYZ.
- Lt. Riley est l'assistant personnel du colonel Rooks et confident de confiance dans le fonctionnement NYZ.
- Sabrina Galloway
- Dr. Koenig
- Maya Heller est la fille de James Heller,

## Système de jeu
Prototype 2 est un jeu vidéo de rôle et d'action-aventure du genre survival horror en monde ouvert, dans lequel le joueur incarne le personnage d'James Heller, un surpuissant mutant.
James Heller peut changer de forme et assumer l'identité et les souvenirs des autres en les consommant. Prendre l'identité des gens et les transformer en eux est devenu plus tactique. En raison des actions de Blackwatch dans la zone jaune, si le joueur assume le rôle d'un soldat, les gens réagiront à lui d'une manière qui montre qu'ils ne veulent rien avoir à faire avec lui. Pour s'assurer que les ennemis ne submergent pas le joueur, Radical a créé un système d'esquive et une nouvelle IA plus réaliste. Heller pourra utiliser des armes dans le jeu, comme arracher le canon Gatling d'un char et l'utiliser contre des ennemis. Heller peut également se faufiler sur des ennemis humains sans méfiance, leur injecter le virus Blacklight en les transformant en "Bio Bombe" pour exploser de manière spectaculaire. Heller a également une force et une agilité surhumaines, une quasi invulnérabilité aux blessures, des sauts et des planés en vol rapproché, une endurance infinie, une vitesse accrue et un sens du sonar. Le sonar comprend une nouvelle capacité d'impulsion qui met en évidence les caractéristiques clés d'un environnement pour permettre au joueur de trouver plus facilement quelqu'un, au lieu de chercher dans une grande foule une personne avec une icône au-dessus de sa tête. Radical a déclaré que les pouvoirs seraient plus significatifs, apparaissant comme des mutations et des améliorations permettant aux joueurs de décider comment ils veulent jouer en tant que Heller.
Pour donner aux joueurs plus de puissance dans le jeu, les développeurs ont ajouté des Tentacules. Les Tentacules jaillissent du bras de Heller et peuvent être utilisées à diverses fins. Les joueurs peuvent utiliser des Tentacules pour écraser des objets dans d'autres objets, comme une voiture dans un char, en utilisant l'attaque du «trou noir». Les joueurs pourront démembrer les ennemis, une force qui deviendra plus utile au fur et à mesure que le jeu progressera. Il existe de nombreuses autres façons de tuer des ennemis, allant de lancer une voiture sur un groupe de soldats Blackwatch, de pirater la tête d'un mutant ou d'utiliser des pouvoirs. La consommation n'a pas changé depuis le prototype original, à l'exception de certains ennemis, qui sont consommés en les attrapant (par exemple, les supersoldats, les bagarreurs). Il a également été annoncé que Heller peut désormais contrôler un paquet de Molosses (similaire à des Molosses de Prototype) pour attaquer tout ce qu'il désire (note: ce pouvoir est limité à la variante principale de Molosse). Heller ne trouvera plus d'  événements  dans tout NYZ, mais démarrera des missions secondaires en piratant Blacknet. Le système de Blackwatch qui détaille les opérations militaires et les trois zones de NYZ, Heller choisit parmi une petite liste de missions à chaque terminal. Blacknet permettra à Heller de trouver des opérations qu'il peut interrompre ou de prendre le contrôle à ses propres fins et de trouver des personnes importantes qui lui permettront d'en savoir plus sur ce qu'il est devenu à cause du virus Blacklight. Cela l'aidera également à en savoir plus sur Alex Mercer et quels sont ses liens avec la mort de sa famille. Les missions sélectionnables peuvent être des quêtes secondaires ou des extensions de la quête principale qui en disent plus à Heller sur le virus Blacklight.

## Doublages

### Doublages français
- Gilles Morvan : James Heller
- David Krüger : Alex Mercer
- Philippe Catoire : Dr. Koenig et voix additionnelles
- Chevalot-Marie :
- Chris Parson : Voix supplémentaires

## Radnet
Avant le lancement du jeu, Radical Entertainment a annoncé Radnet pour les utilisateurs de Prototype 2 qui seraient soit pré-commander le jeu ou acheter une nouvelle copie. Radnet offre au joueur chaque semaine des capacités de jeu, des événements, des défis et des objets avatar. Lors du lancement du jeu, des copies de première exécution et des copies précom commandées du jeu comprendraient 55 morceaux de contenu téléchargeable supplémentaire (DLC) sans frais supplémentaires. Le contenu de pré-commande/lancement comprenait des événements dans le jeu, des défis supplémentaires et optionnels, des éléments avatar pour la Xbox 360 et des thèmes pour la PlayStation 3 et des vidéos dans les coulisses. Afin de rendre Radnet cohérent avec les joueurs, Activision a annoncé que les événements jouables à Radnet seraient en dehors de l’histoire principale du jeu.
Les 55 pièces de DLC seront lancées par l’hebdomadaire Radical du 24 avril au 7 juin, avec du contenu disponible pour toujours une fois déverrouillé. Pour gagner les récompenses accordées pour un événement ou un défi pour une semaine donnée de DLC, les joueurs devaient obtenir au moins une médaille de bronze dans les épreuves et un seuil de score minimal dans les défis. Pour rendre Radnet plus accessible, le contenu sera disponible pour tous les profils de la console où Radnet a été déverrouillé.

## Bande dessinée
Il a été annoncé par Radical Entertainment que, comme le prototype original, Prototype 2 aurait une contrepartie comique. La série en trois parties se déroule avant le deuxième jeu vidéo, agissant comme un pont entre les deux jeux.
Publié par Dark Horse Comics, la première bande dessinée a été appelé L’ancre. Après avoir éradidié le virus en Afrique, au Mexique et en Russie, Alex voyage à travers le monde, se demandant si le virus a fait de lui un être humain, le tueur de l’humanité ou son sauveur. Alex commence lentement à décider qu’il est le sauveur de la terre et l’inaugurera dans une nouvelle ère de prospérité après avoir anéanti l’humanité. Cependant, cela change quand il tombe amoureux d’une femme. Quand la femme le trahit, il décide qu’il va anéantir l’humanité, et donc il retourne à New York et en fait NYZ.
La deuxième bande dessinée, baptisée Les Survivants, met l’accent sur un ancien policier, Conrad, qui se joint à Ami Levin, une personne religieusement tolérante et Marcie, une étudiante en art. Les trois s’en sont heurtés au lieutenant Riley; il accepterait toutefois de laisser Conrad voir sa femme, tant qu’il accepterait de travailler pour Gentek. À l’insu de Conrad, sa femme est morte, et il s’est retrouvé dans un projet appelé Orion.
La troisième bande dessinée, intitulée Le Labyrinthe a présenté Heller et Mike Marcos.

## Accueil
- Gamekult : 6/10[2]
- GameSpot : 7,5/10[3]
- IGN : 7/10[4]
- Jeuxvideo.com : 15/20[5]